# Liste der Naturdenkmale in Steinigtwolmsdorf
Die Liste der Naturdenkmale in Steinigtwolmsdorf nennt die Naturdenkmale in Steinigtwolmsdorf im sächsischen Landkreis Bautzen.

## Definition
„Naturdenkmäler sind rechtsverbindlich festgesetzte Einzelschöpfungen der Natur oder entsprechende Flächen bis zu fünf Hektar, deren besonderer Schutz erforderlich ist
1. aus wissenschaftlichen, naturgeschichtlichen oder landeskundlichen Gründen oder
2. wegen ihrer Seltenheit, Eigenart oder Schönheit.“

## Liste
Link zu einem Kartenansichtstool, um Koordinaten zu setzen.
| Bild | Bezeichnung                                                 | Lage                                                | Beschreibung | Datum | Nummer |
| ---- | ----------------------------------------------------------- | --------------------------------------------------- | ------------ | ----- | ------ |
| BW   | Teich mit umstehenden Gehölzen in den Folgen                | Weifa (51° 4′ 19,1″ N, 14° 22′ 53,4″ O)             |              |       | BZ187  |
| BW   | Dorfbach Weifa und Laubmischwaldrest nördlich des Birkgutes | Steinigtwolmsdorf (51° 4′ 34,2″ N, 14° 20′ 58,8″ O) |              |       | BZ202  |
| BW   | Wesenitz und Sumpfwiese westlich der Königsbrücke           | Steinigtwolmsdorf (51° 4′ 3,8″ N, 14° 19′ 18,1″ O)  |              |       | BZ203  |
| BW   | Kleiner Teich an den Goldbergwiesen                         | Steinigtwolmsdorf (51° 4′ 1″ N, 14° 19′ 28,9″ O)    |              |       | BZ204  |
| BW   | Eiche am Galgen                                             | Weifa (51° 4′ 40,5″ N, 14° 22′ 17,9″ O)             |              |       | B205   |
| BW   | Birkgutlinde                                                | Steinigtwolmsdorf (51° 4′ 29,4″ N, 14° 20′ 40,7″ O) |              |       | B243   |